# 링링 브라더스 앤드 바넘 & 베일리 서커스
링링 브라더스 앤드 바넘 & 베일리 서커스(영어: Ringling Bros. and Barnum & Bailey Circus)는 미국의 서커스단이다. 1871년 피니어스 테일러 바넘과 제임스 앤서니 베일리의 서커스인 바넘 & 베일리의 지상 최대의 쇼(Barnum & Bailey's Greatest Show on Earth)와 링링 브라더스의 링링 브라더스 세계의 위대한 쇼와 합병되어 만들어졌다..
2017년 5월 21일, 관객 감소로 해산하였다.

## 각주

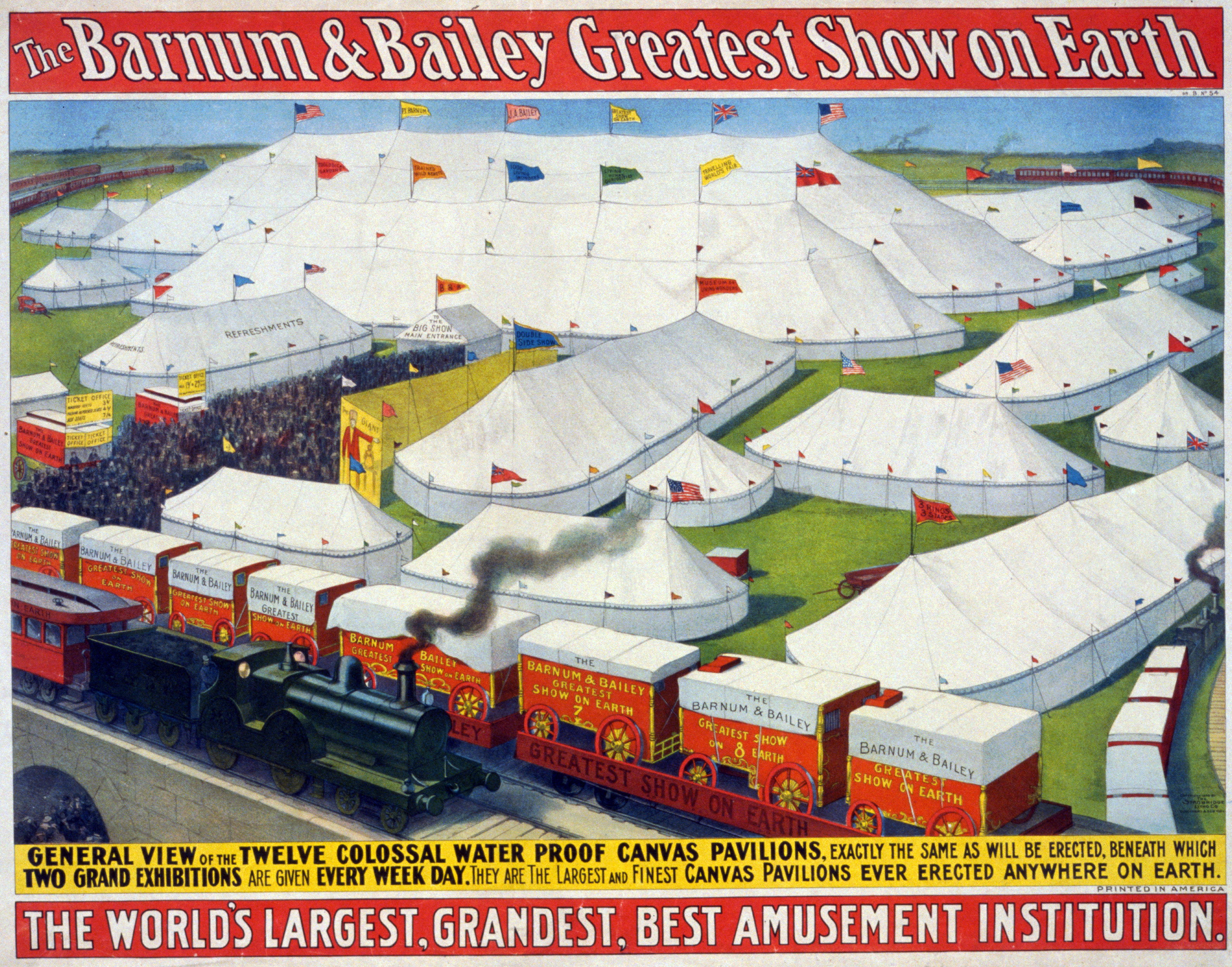
링링 브라더스 앤드 바넘 & 베일리 서커스